# Photophone
Photophone là một thiết bị cho phép truyền âm thanh bằng cách phát ra ánh sáng, được phát minh vào năm 1880 bởi Alexander Graham Bell phối hợp với Charles Sumner Tainter. Vào ngày 3 tháng 6 năm 1880, trợ lý của Bell đã truyền một tin nhắn thoại không dây từ mái nhà củaTrường Franklin đến cửa sổ phòng thí nghiệm của Bell, cách đó khoảng 213 mét.
Bell nghĩ rằng photophone là phát minh quan trọng nhất của mình. Trong số 18 bằng sáng chế được cấp với tên Bell một mình và 12 bằng sáng chế mà anh chia sẻ với các cộng tác viên của mình, bốn bằng sáng chế dành cho nhiếp ảnh gia, mà Bell gọi là "thành tựu lớn nhất" của anh. Không lâu trước khi chết, anh nói với một phóng viên rằng photophone là "phát minh tốt nhất, lớn hơn điện thoại".
Photophone là tiền thân của các hệ thống truyền thông sợi quang đã đạt được mức sử dụng phổ biến trên toàn thế giới bắt đầu từ những năm 1980. Bằng sáng chế chính cho photophone (Bằng sáng chế Hoa Kỳ số 235.199 Thiết bị cho Tín hiệu và Giao tiếp, được gọi là Photophone) được cấp vào tháng 12 năm 1880,  nhiều thập kỷ trước khi các nguyên tắc của nó có ứng dụng thực tế.